# Oaks Amusement Park
Koordinaten: 45° 28′ 23″ N, 122° 39′ 38″ W
Oaks Amusement Park ist ein amerikanischer Freizeitpark in Portland, Oregon, der am 30. Mai 1905 eröffnet wurde.

## Geschichte
Der Park wurde vom Schweizer Immigranten Edward H. Bollinger im Frühjahr 1925 aufgekauft und 1949 an seinen Sohn Bob Bollinger übertragen. Um den Park weiterbetreiben zu können, gründete er die Non-Profit-Organisation Oaks Park Association und spendete den Park an diese Organisation, die den Park seit dem 1. Januar 1985 betreibt.

## Liste der Achterbahnen
| Name            | Typ                             | Hersteller           | Eröffnungsjahr |
| --------------- | ------------------------------- | -------------------- | -------------- |
| Adrenaline Peak | Stahlachterbahn mit Inversionen | Gerstlauer           | 2018           |
| Zoom Coaster    | Familienachterbahn              | E&F Miler Industries | 1999           |

### Ehemalige Achterbahnen
| Name            | Typ                                 | Hersteller                 | Eröffnungsjahr    | Schließungsjahr  |
| --------------- | ----------------------------------- | -------------------------- | ----------------- | ---------------- |
| Looping Thunder | Stahlachterbahn mit Inversion       | Pinfari                    | 1996              | 2017             |
| Mad Mouse       | Wilde Maus                          | Allan Herschell Company    | zw. 1959 und 1960 | 1976             |
| Monster Mouse   | Wilde Maus                          | Allan Herschell Company    | 1977              | 1994             |
| Scenic Railway  | Holzachterbahn                      | unbekannt                  | unbekannt         | 1935 oder früher |
| Tornado         | Powered Coaster, Familienachterbahn | Zamperla                   | 1995              | 1995             |
| Whirlwind       | Holzachterbahn                      | Traver Engineering Company | 1946 oder früher  | 1946 oder später |
| Zip             | Holzachterbahn                      | Harry G. Traver            | 1927              | 1934             |